# 5e Landingsflottielje
Het 5e Landingsflottielje (Duits: 5. Landungsflottille) was een operationele eenheid van de Duitse Kriegsmarine tijdens de Tweede Wereldoorlog. Zo’n flottielje was normaal uitgerust met onder andere 20 tot 30 stuks van de Marinefährprahm. 

## Geschiedenis

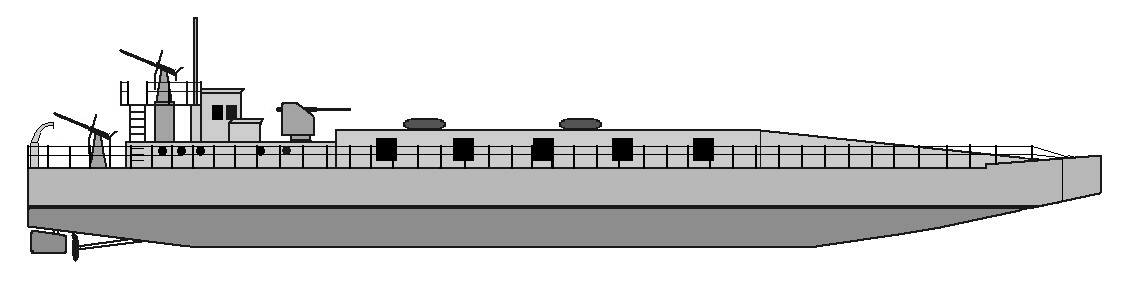
De standaarduitrusting: de Marinefährprahm

### 1e Oprichting
Het flottielje werd opgericht werd in april 1943 in Varna en Kertsj gevormd uit personeelsbijdragen van de 1e en 3e Landingsflottieljes. De stafeenheden verhuisden vervolgens naar Henitsjesk, terwijl een opvangstaf in Varna bleef. Op 1 juli 1943 bestond het flottielje uit vier groepen met in totaal twintig boten. Er waren twee groepen in Kertsj, één groep in Henitsjesk en één in Constanța. Van 17 tot 19 juli 1943 verhuisden zes MFP's van Constanța naar Sebastopol. Het flottielje werd gebruikt voor transporttaken in de gebieden Sevastopol, Feodosija en Kertsj. Op 30 augustus had het flottielje 29.449 ton materiaal vervoerd tussen Marioepol en Taganrog. Op 30 augustus sloegen vier boten een aanval van vijf MGB's van het Sovjet Azov Flottielje op Marioepol af. In september 1943 werd het grootste deel van de boten gebruikt om het Koebanbruggenhoofd te ontruimen. Op 23 september legden boten van het flottielje de mijnbarrière “K 8” met 248 FMB-mijnen. Op 20 oktober 1943 verhuisde het personeel naar Kertsj. Delen van het flottielje werden nu gebruikt om de Dnjeprliman veilig te stellen. Op 28 oktober 1943 werden vier boten in Henitsjesk zelf tot zinken gebracht, vier dagen voordat de haven werd verlaten. Na de Russische landing bij Eltingen werden alle boten van het flottielje gebruikt om het bruggenhoofd af te sluiten van de zee. Op 16 november 1943 werd het flottielje ontbonden en werden de boten overgenomen door het 3e Landingsflottielje.

### 2e Oprichting
Het 5e Landingsflottielje werd in juli 1944 in Kirkenes opnieuw opgericht door het 23e Landingsflottielje te hernoemen en onder het bevel van de Admiral Polarküste te plaatsen. Van september 1944 tot maart 1945 werden de boten van het flottielje gebruikt om Noord-Finland en Lapland te ontruimen. Na de landing van Sovjettroepen in de Maattivuono-baai, ten noordoosten van Petsamo op 10 oktober, werd het flottielje ingezet om delen van het 19e Bergkorps te transporten rond Petsamo. Het laatste konvooi verliet Kirkenes op 23 oktober. Begin november werd Honningsvåg de nieuwe basis van het flottielje. De MFP’s werden gebruikt voor transport over korte afstanden langs de kust en voor het oversteken van verschillende fjorden. De inschepingen in Tanafjord waren zoals gepland op 3 november 1944 voltooid en het flottielje verhuisde vervolgens naar Tromsø.

### Einde
Het 5e Landingsflottielje werd opgeheven in februari/maart 1945 en de resten van het flottielje werden verdeeld over het 6e, 8e en 9e Landingsflottielje.

## Commandanten
| Rang             | Naam             | Begin          | Eind          |
| ---------------- | ---------------- | -------------- | ------------- |
| Korvettenkapitän | Karl Mehler      | april 1943     | november 1943 |
| Kapitänleutnant  | Hans von Blücher | september 1943 | november 1943 |

Kapitänleutnant von Blücher was slechts plaatsvervanger.